# Metagonia lepida
Metagonia lepida is een spinnensoort uit de familie trilspinnen (Pholcidae). De soort komt voor in Mexico.